# Jehor Kłymenczuk
Jehor Ołeksandrowycz Kłymenczuk, ukr. Єгор Олександрович Клименчук (ur. 11 listopada 1997 w Zaporożu) – ukraiński piłkarz, grający na pozycji pomocnika.

## Kariera piłkarska

### Kariera klubowa
Wychowanek klubów Szachtar Donieck i Metałurh Zaporoże, barwy których bronił w juniorskich mistrzostwach Ukrainy (DJuFL). 30 maja 2015 rozpoczął karierę piłkarską w podstawowym składzie Metałurha Zaporoże. 10 lutego 2016 podpisał kontrakt z FK Mińsk. 7 lipca 2016 opuścił miński klub, a już wkrótce został piłkarzem Naftana Nowopołock, w którym grał do końcu roku. W lutym 2017 zasilił skład Kołosu Kowaliwka. W lutym 2018 przeszedł do Awanhardu Kramatorsk. 16 stycznia 2019 przeniósł się do Olimpiku Donieck. 25 grudnia 2019 opuścił doniecki Olimpik. 4 lutego 2020 podpisał kontrakt z FK Lwów.